# Lonçon
Lonçon település Franciaországban, Pyrénées-Atlantiques megyében. Lakosainak száma 222 fő (2022. január 1.). Lonçon Bournos, Doumy, Fichous-Riumayou, Larreule, Mialos, Momas és Séby községekkel határos.

## Népesség
A település népességének változása:
| Lakosok száma | 183  | 193  | 195  | 199  | 204  | 209  | 213  | 218  | 222  |
|               | 2013 | 2015 | 2016 | 2017 | 2018 | 2019 | 2020 | 2021 | 2022 |